# 기이 산지의 영지와 참배길

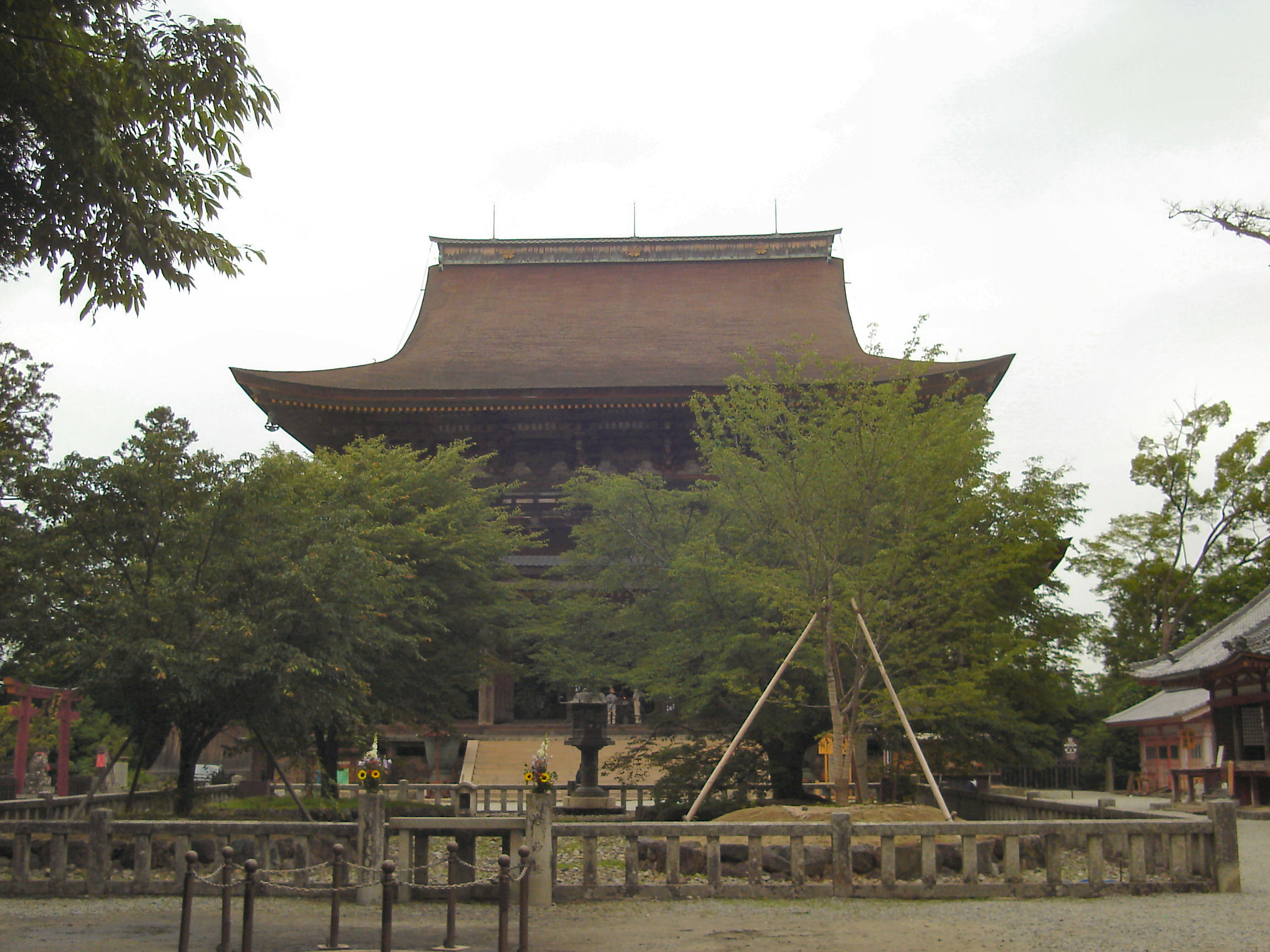
긴부센지

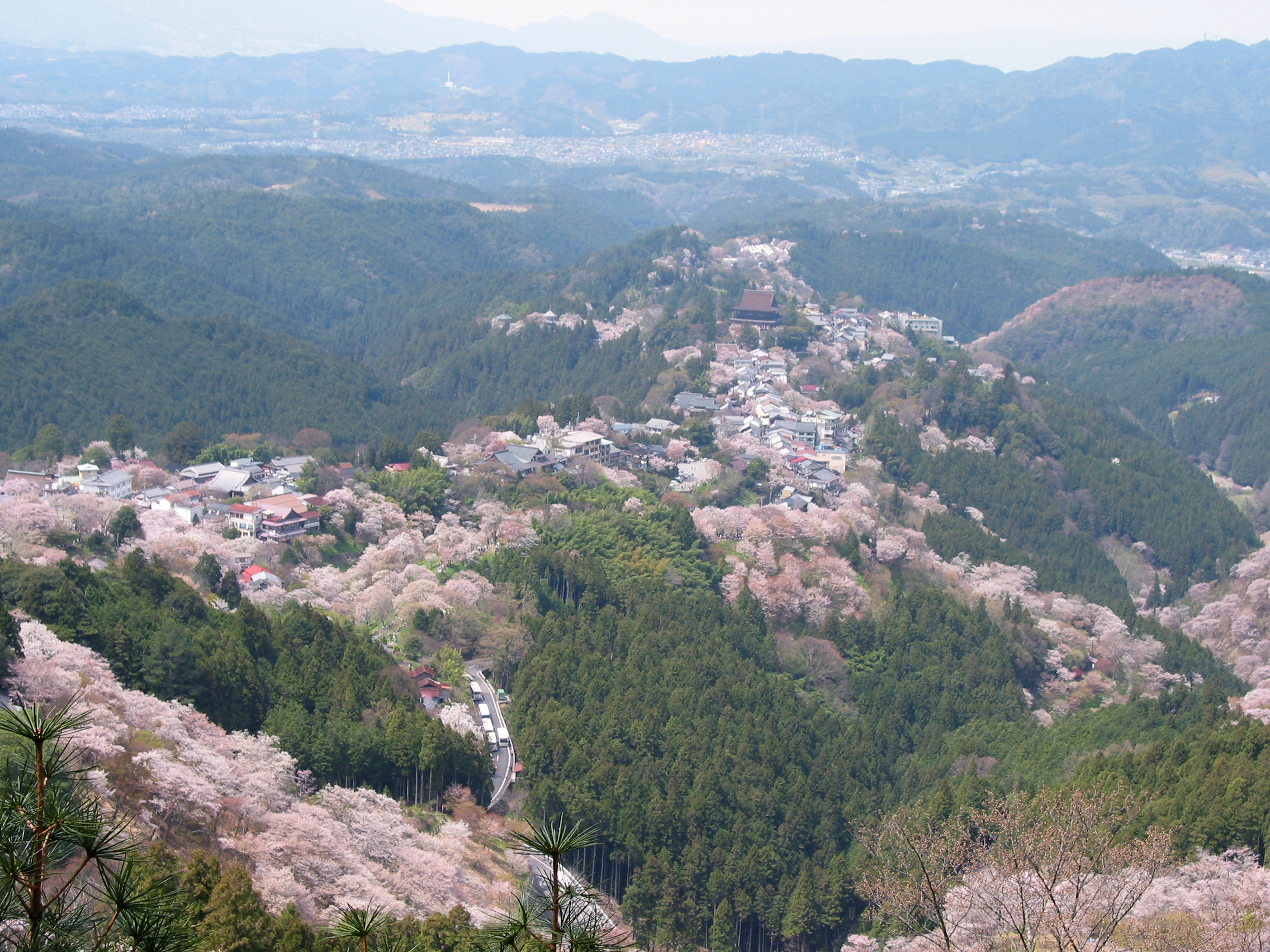
요시노 산

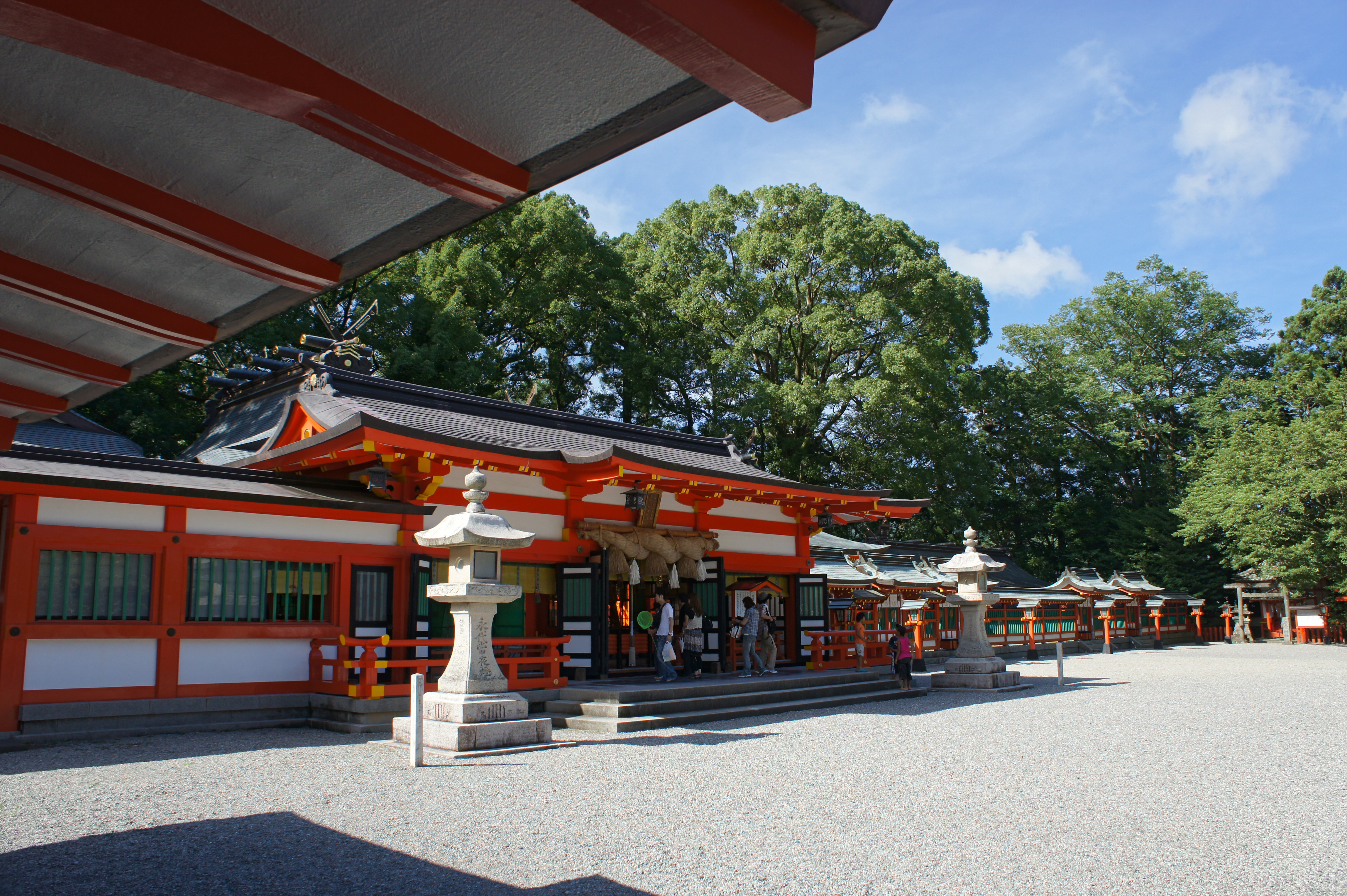
구마노하야타마 신사

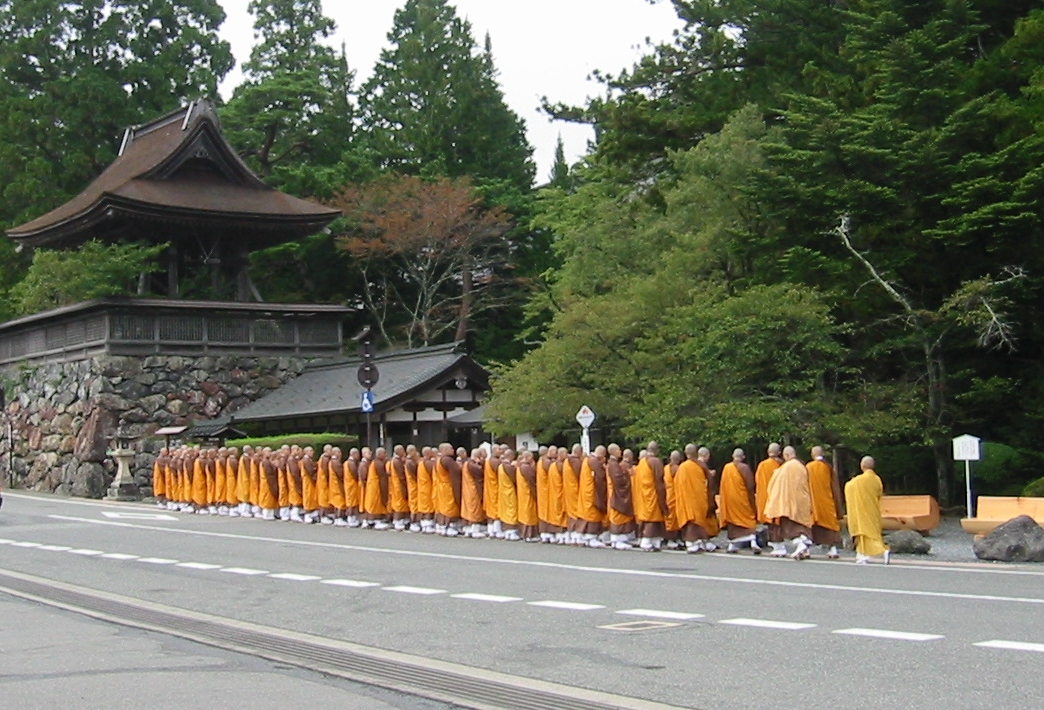
고야 산

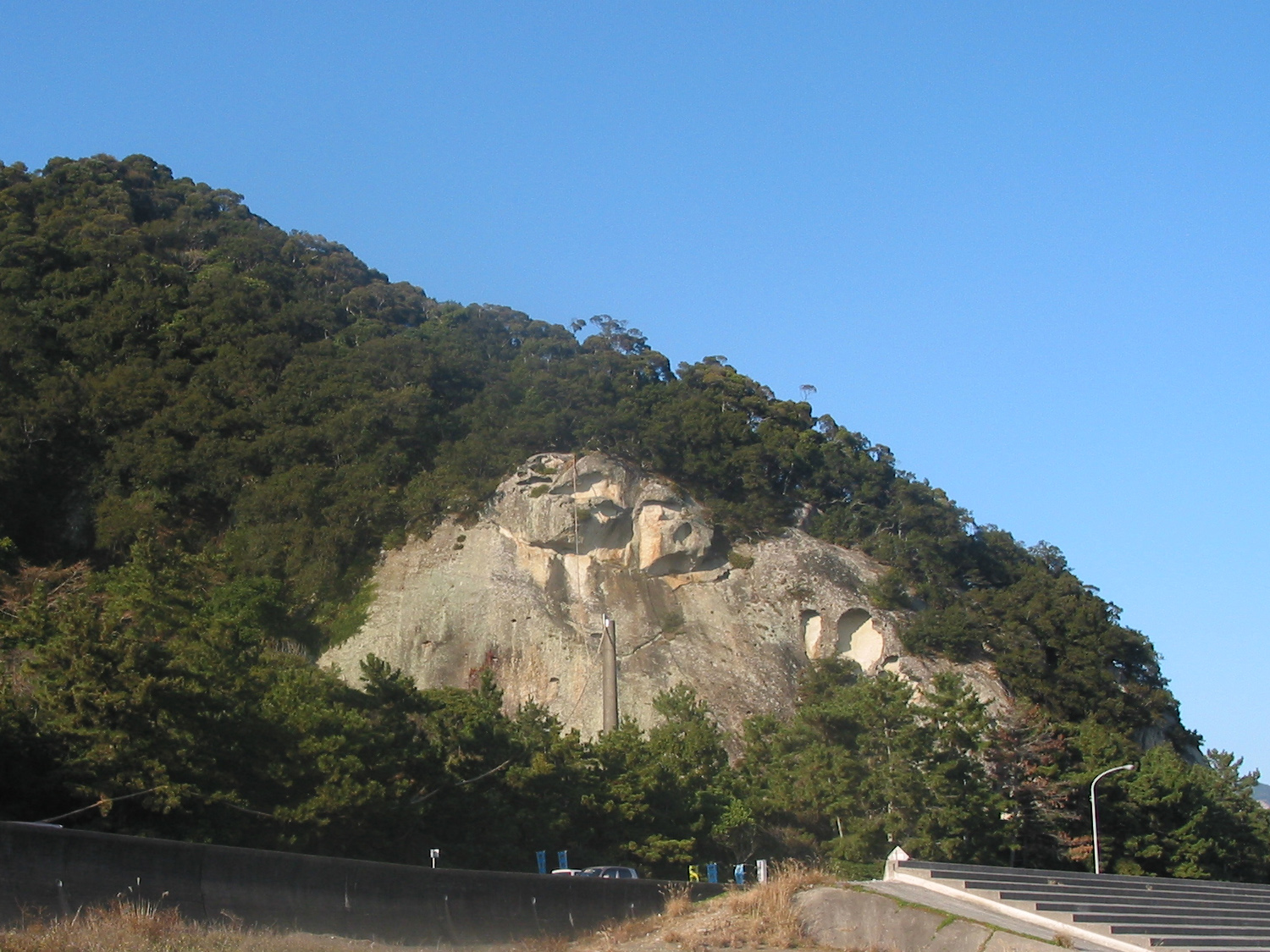
하나노이와야 신사의 거암

기이 산지의 영지와 참배길(일본어: 紀伊山地の霊場と参詣道 기이산치노레이조토산케이미치[*])는 와카야마현, 나라현, 미에현에 있는 사원과 참예도 등을 말한다. 2004년 유네스코 세계유산으로 등록되었다.

## 등록 유산
※부분은 유산 이외의 명소 등

### 요시노 산・오미네 산
면적 44.8ha
- 요시노 산 (吉野山)
  - 긴부센지 (金峯山寺)
  - 뇨이린지 (如意輪寺)
  - 사쿠라모토보(桜本坊)
  - 요시노미쿠마리 신사(吉野水分神社)
  - 긴부 신사(金峯神社)
  - 요시미즈 신사(吉水神社)
- 오미네 산 (大峰山)
  - 오미네산지 (大峯山寺)
  - 류센지 (龍泉寺)

### 구마노 산
- 구마노 산잔 (熊野三山)
  - 구마노하야타마 신사(熊野速玉大社)
  - 구마노혼구 신사(熊野本宮大社)
  - 구마노나치 신사(熊野那智大社)
- 나치 폭포(那智大滝)
- 세이칸도지(青岸渡寺)
- 후타라쿠산지 (補陀洛山寺)
- 나치 원생림 (那智原生林)

### 고야산
- 고야 산 (高野山)
  - 곤고부지 (金剛峯寺)
  - 곤고산마이인 (金剛三昧院)
- 지손인(慈尊院)
- 니우칸쇼부 신사(丹生官省符神社)
- 니우쓰히메 신사(丹生都比売神社)

### 참배길 (구마노 옛길)
- 오미네오쿠가케미치(大峯奥駈道)《요시노 산・오미네 산 - 구마노산잔, 약140km》
  - 미센 산(弥山)※
  - 다마키 신사(玉置神社)
- 고헤지(小辺路)《고야 산 - 구마노산잔, 약70km》
- 나카헤지(中辺路)《다나베 - 구마노산잔》
  - 다이몬자카 (大門坂)※
  - 구마노 강 (熊野川)
  - 구모토리고에(雲取越え)
- 오헤지(大辺路)《다나베 - 구시모토 - 구마노산잔, 약120km》
- 이세지 (伊勢路)《이세 신궁 - 구마노산잔, 약160km》
  - 하나노이와야 신사(花窟神社)
  - 오니가시로 성(鬼ヶ城)※
  - 사자암(獅子岩)※
  - 시치리 해변 (七里御浜)《미에현 구마노시 - 미에 현 미나미무로군 기호정》
- 고야산초이시미치(高野山町石道)《곤고부지 - 지손인》
- 기이치 (紀伊路)《오사카 - 다나베》※

## 충족한 등록 기준
기이 산지의 영지와 참배길은 등록기준 2항, 3항, 4항, 6항을 충족하였다.
- (2) 일정한 시간에 걸쳐 혹은 세계의 한 문화권내에서 건축, 기념물조각, 정원 및 조경디자인, 관련예 술 또는 인간정주 등의 결과로서 일어난 발전사항들에 상당한 영향력을 행사한 것.
- (3) 독특하거나 지극히 희귀하거나 혹은 아주 오래된 것.
- (4) 가장 특징적인 사례의 건축양식으로서 중요한 문화적, 사회적, 예술적, 과학적, 기술적 혹은 산업의 발전을 대표하는 양식.
- (6) 역사적 중요성이나 함축성이 현저한 사상이나 신념, 사진이나 인물과 가장 중요한 연관이 있는 것.

## 문제점

### 토지 소유자와의 대립
미에현 오와세시에서 유산 등록지역의 토지 소유자가 항의의 뜻으로 참예도의 수목에 낙서를 해 문제가 되었다. 일반적 장난 낙서와 달리 항의가 목적이었기 때문에 강력한 조치는 취하지 않고 대화를 통해 해결하고자 했다. 이것은 토지 소유자에게 사전 설명을 하지 않은 채, 토지 소유자의 생업인 임업을 할 수 없게 했기 때문이었다.

### 관광지화에 따른 영향
유산지역과 그 완충지대, 더욱이 세계유산은 아니지만, 그 주변지역의 훼손이 끊이지 않았다. 특히 참예도에 해당하는 구마노 옛길 주변이 그러하였다. 또, 세계유산 등록후, 관광객의 쇄도에 따라 일부 유산은 황폐화되고 있다는 지적도 있다.

### 간사이 전력의 풍력발전 계획
2005년 1월, 간사이 전력은 하테나시 산맥에 풍력발전을 위하여 풍차 건설 계획을 발표하였다. 하테나시 산맥은 유산에도 완충지대에도 속하지 않치만, 구마노 옛길로부터의 경관에 악영향을 줄 우려가 있다. 또, 하테나시 산맥은 주변 하천(구마노 강, 히키 강, 돈다 강, 히다카 강)의 분수령으로 공사에 따른 악영향을 우려하고 있다.

### 옛길의 정비
나카헤지, 다이헤지를 중심으로 2002년경부터 몇 번에 걸쳐 자치단체의 공공사업으로 옛길과 주변의 식생에 대해 벌채를 단행하였다. 이것은 옛길의 정비를 목적으로 한 것이었지만, 오히려 경관에 악영향을 미쳤으며 귀중한 조엽수림의 손실을 가져왔다. 이로 인해 행정당국의 유산보호에 대한 태도를 비판하는 목소리도 있다.

## 같이 보기
- 일본의 세계유산
- 아시아의 세계유산
- 구주쿠오지
- 요시노 구마노 국립공원
- 고야마 야스노리
- 난키쿠마노타이켄바쿠